# Las aventuras del barón Munchausen (película de 1988)
Las aventuras del barón Munchausen (en inglés The Adventures of Baron Munchausen) es la más conocida adaptación  cinematográfica de las historias del barón de Münchhausen, noveladas en varias recopilaciones literarias previas. Fue realizada en 1988 por Terry Gilliam, exmiembro de los Monty Python, y rodada en Belchite, España, y en la playa de Mónsul, Almería, con John Neville en el papel del barón y la participación, entre otros, de Robin Williams, Sarah Polley, Uma Thurman y Eric Idle.

## Argumento
La historia comienza en una ciudad centroeuropea en medio de la guerra a finales del siglo XVIII. Entre explosiones y disparos de un gran ejército turco situado en las afueras, tiene lugar una fantástica puesta en escena teatral sobre la vida y las aventuras del barón de Münchhausen. Entre bastidores, el oficial Jackson refuerza el compromiso de la ciudad con la razón, es decir con la uniformidad y la normalidad, ordenando la ejecución de un soldado que ha acabado de realizar actos de valor sobrehumano, argumentando que su valentía está desmoralizando a los otros soldados.
Poco después en el curso de representación, un hombre mayor que alega ser el verdadero Barón interrumpe la representación, protestando por sus múltiples inexactitudes. Entre las quejas de la audiencia, la compañía teatral y Jackson, el "verdadero" Barón se gana la atención de todos y narra sus aventuras, comenzando por una apuesta de vida o muerte con el Gran Turco, cuando de joven debió su vida a su increíble suerte y a la ayuda de sus notables colaboradores: Berthold, el corredor más veloz del mundo; Adolphus, un tirador con una vista sobrehumana; Gustavus, quien posee un extraordinario oído y poder pulmonar como para derrotar a un ejército al exhalar; y Albrecht, un hombre descomunalmente fuerte.

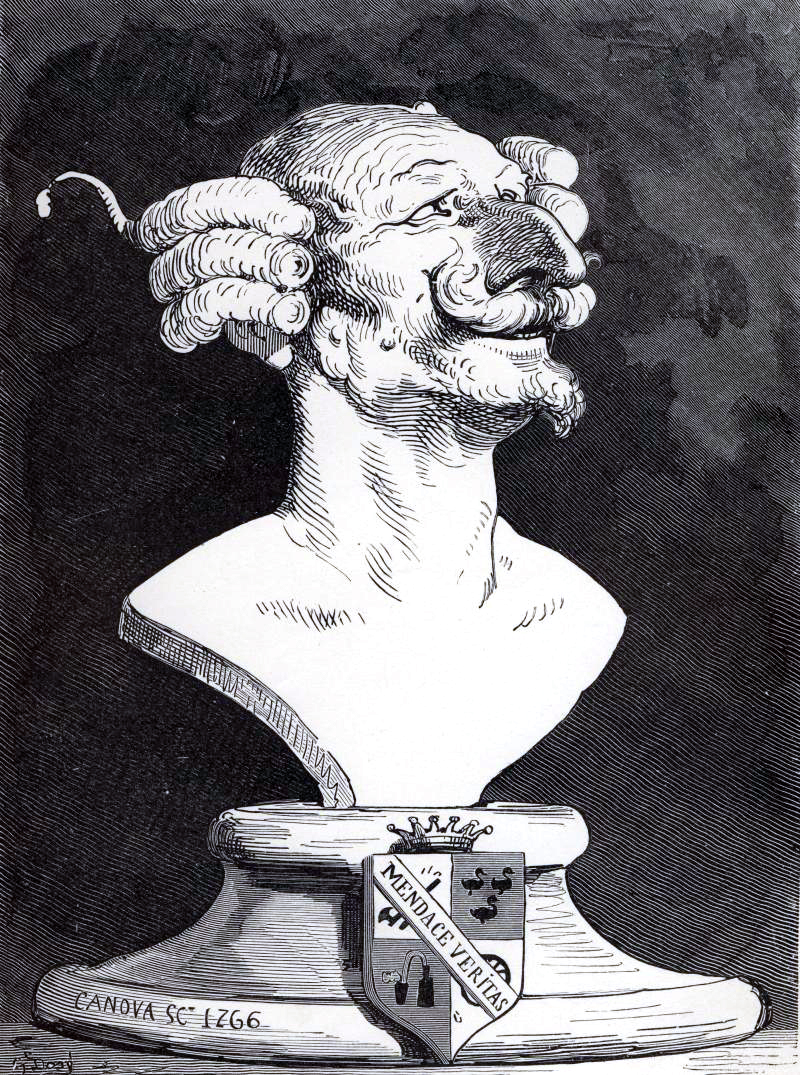
El barón de Münchhausen por Gustave Doré.

Cuando un disparo de cañón interrumpe la narración del Barón ya anciano, la representación se ve opacada por la urgencia de salvar la ciudad. El Barón deambula tras bambalinas esperando la muerte, pero con su entusiasta interrogatorio Sally Salt, la hija del director de la compañía teatral, lo convence de permanecer con vida.
Insistiendo en que él solo puede salvar a la ciudad, el Barón escapa en un globo de aire caliente construido con ropa interior femenina, sin darse cuenta de que Sally se ha colado como polizón. La expedición en globo llega a la Luna, donde el Barón, rejuvenecido por la huida, encuentra a su antiguo asociado Berthold, pero discute con el Rey de la Luna, quien tiene celos del Barón por su pasado romántico con su mujer, la Reina de la Luna.
Tras escapar de la Luna por medio de una cuerda, el trío regresa a la Tierra, aterrizando en la morada del dios romano Vulcano recibe a sus invitados con cortesía y donde Albrecht se encuentra. Su esposa, la diosa Venus, traza un interludio romántico danzando un vals aéreo, por lo que se acaba la hospitalidad de Vulcano, quien expulsa ahora al grupo de cuatro hacia los mares del sur.
Devorados por una enorme criatura marina, los viajeros ubican a Gustavus, Adolphus, y a Bucéfalo, el fiel caballo del Barón. El Barón (quien de nuevo luce anciano tras ser -en sus propias palabras- "expulsado de un estado de beatitud") lucha contra los objetivos contradictorios de heroísmo y una muerte tranquila, antes de decidirse a escapar soplando "un poquito de rapé" dentro el cavernoso interior de la criatura, lo que hace que la criatura marina "estornude" a los héroes a través de su agujero nasal similar al de una ballena.
De regreso en tierra, el ejército turco está listo, pero los ayudantes del Barón están demasiado viejos para luchar como en los viejos días. El Barón los sermonea con firmeza sin ningún provecho, y abandona el lugar con la intención de rendirse a los turcos y a Jackson. Pero sus amigos no lo permiten, y lo salvan junto a la ciudad.
Durante el desfile de celebración, el Barón es sin embargo asesinado por Jackson, cuya figura se confunde con la de la muerte. El funeral es público y muy emotivo, pero su desenlace muestra que tan sólo se trata de la escena final de otra historia, que el Barón está contando a los mismos asistentes del teatro del principio de la cinta. El Barón se refiere a ella como "sólo una de las  muchas ocasiones en que conoció a la muerte" y termina su historia diciendo "todo aquel que tuvo el talento para hacerlo, fue entonces feliz para siempre."
Un ambiguo final muestra que la ciudad ha sido de hecho salvada, aunque los eventos de la batalla aparentemente sucedieron en la historia, y no en la realidad. El Barón se aleja cabalgando en Bucéfalo. Bañados por la luz solar, desaparecen entre las nubes, y a los créditos de la cinta los acompaña una explosión musical.

## Reparto
- John Neville como el Barón de Münchhausen.
- Eric Idle como Berthold/Desmond.
- Sarah Polley como Sally Salt.
- Oliver Reed como Vulcano.
- Charles McKeown como Rupert/Adolphus.
- Winston Dennis como Bill/Albrecht.
- Jack Purvis como Jeremy/Gustavus.
- Valentina Cortese como Reina Ariadne de la Luna/Violet.
- Jonathan Pryce como el oficial Jackson.
- Bill Paterson como Henry Salt.
- Peter Jeffrey como El Sultán.
- Uma Thurman como Venus/Rose.
- Alison Steadman como Daisy.
- Ray Cooper como Funcionario.
- Don Henderson como Comandante.
- Robin Williams (figura como Ray D. Tutto) como el Rey de la Luna.
- Sting como el oficial heroico fusilado.

## Presupuesto
La película se pasó de presupuesto, pasando de U$23,5 millones a U$ 46,63 millones y fue un fracaso de taquilla. Columbia, la productora de la cinta, hizo la menor distribución posible. Sin embargo, el filme ha ido ganando adeptos con el tiempo. Terry Gilliam no se vio resentido por el fiasco, y tiene un éxito relativo en ciertos círculos donde es exhibida cada cierto tiempo. Debe añadirse que en Estados Unidos el filme no fue bien distribuido por problemas financieros en Columbia Pictures, que estaba en proceso de venta en aquel momento.